# Pseudobalistes naufragium
Pseudobalistes naufragium е вид лъчеперка от семейство Balistidae. Видът не е застрашен от изчезване.

## Разпространение и местообитание
Разпространен е в Гватемала, Еквадор, Колумбия, Коста Рика, Мексико, Никарагуа, Панама, Перу, Салвадор, Хондурас и Чили.
Среща се на дълбочина от 0,2 до 36 m, при температура на водата около 24,5 °C и соленост 35 ‰.

## Описание
На дължина достигат до 1 m.